# Академия береговой охраны США
Академия береговой охраны США (англ. United States Coast Guard Academy) — одна из пяти военных академий США, находится в городе Нью-Лондон, в штате Коннектикут. Основана в 1876 году.

## История
Академия береговой охраны была основана в 1876 году. Капитан Джон Энрикес служил суперинтендантом с момента основания до 1883 года. Единственным гражданским инструктором был профессор Эдвин Эмери, который преподавал математику, астрономию, французский язык, физику, теоретическую паротехнику, историю, международное право и налоговое право, среди прочих предметов. Первоначально в 1876—1900 годах располагалась в городе Нью-Бедфорд (штат Массачусетс), затем в 1900—1910 годах в городе Кертис-Бей (штат Мэриленд). С 1910 года находится в городе Нью-Лондон, в штате Коннектикут. С 1914 года имеет современное название.

## Прием и обучение
Единственная военная академия США, для приема в которую не требуется рекомендация конгрессмена США. Ежегодно около 2 тыс. поступающих проходят вступительные испытания, принимаются около 240 человек, из них около 30 % женщины.
Полный курс обучения рассчитан на 4 года. Кроме военной подготовки курсанты получают одну из восьми академических специальностей: гражданское строительство, машиностроение, электротехника, кораблестроение и морская техника, исследование операций и анализ баз данных, океанология и экология, государственное управление, менеджмент.
Часть элективных курсов курсанты могут прослушать в Коннектикут-колледже, который расположен рядом с академией.

## Известные выпускники
- Аллен, Тад Уильям — адмирал Береговой охраны США, 23-й коменданта Береговой охраны (2006—2010)
- Бёрбэнк, Дэниел Кристофер — астронавт НАСА
- Брюлле, Роберт — американский экосоциолог
- Мелник, Брюс Эдвард — астронавт НАСА
- Миллер, Джордж Уильям — 65-й министр финансов США
- Папп, Роберт Дж. — адмирал Береговой охраны США, 24-й коменданта Береговой охраны (2010—2014)
- Шульц, Карл Лео — адмирал Береговой охраны США, в настоящее время занимает пост коменданта Береговой охраны
- Цукунфт, Пол Ф. — адмирал Береговой охраны США, 25-й комендант Береговой охраны (2014—2018)

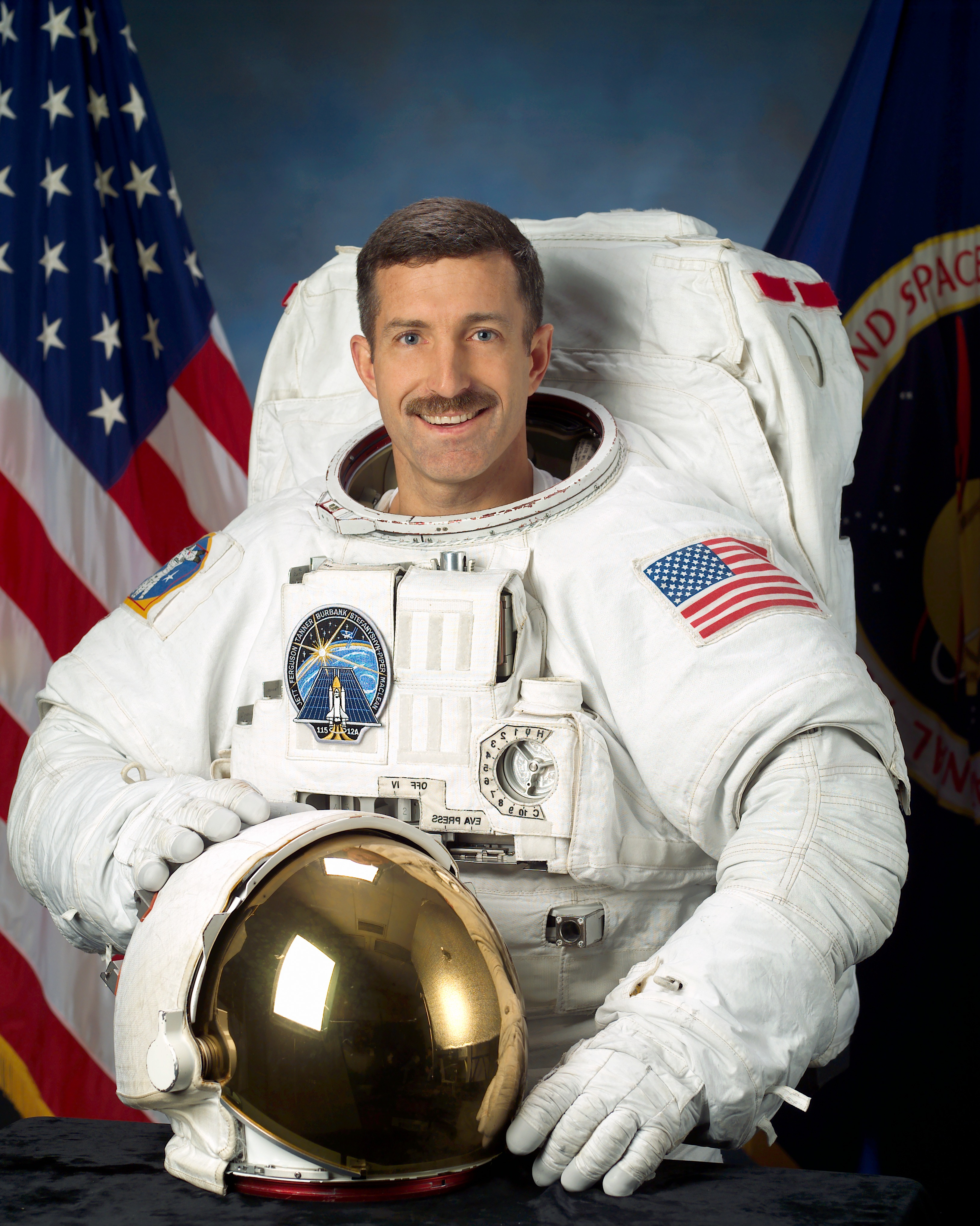
Дэниел К. Бёрбэнк
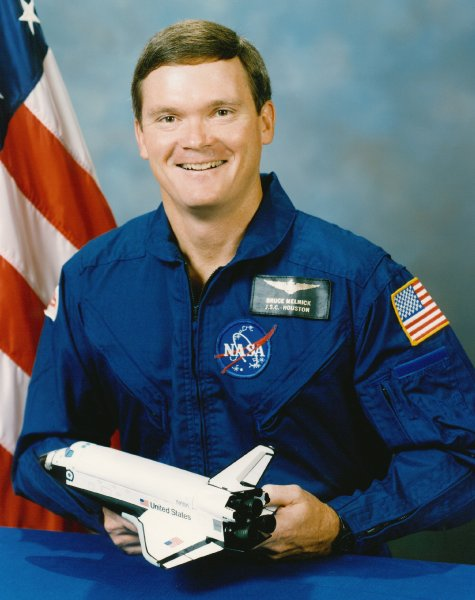
Брюс Э. Мелник
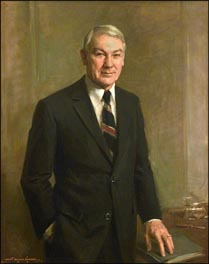
Джордж У. Миллер
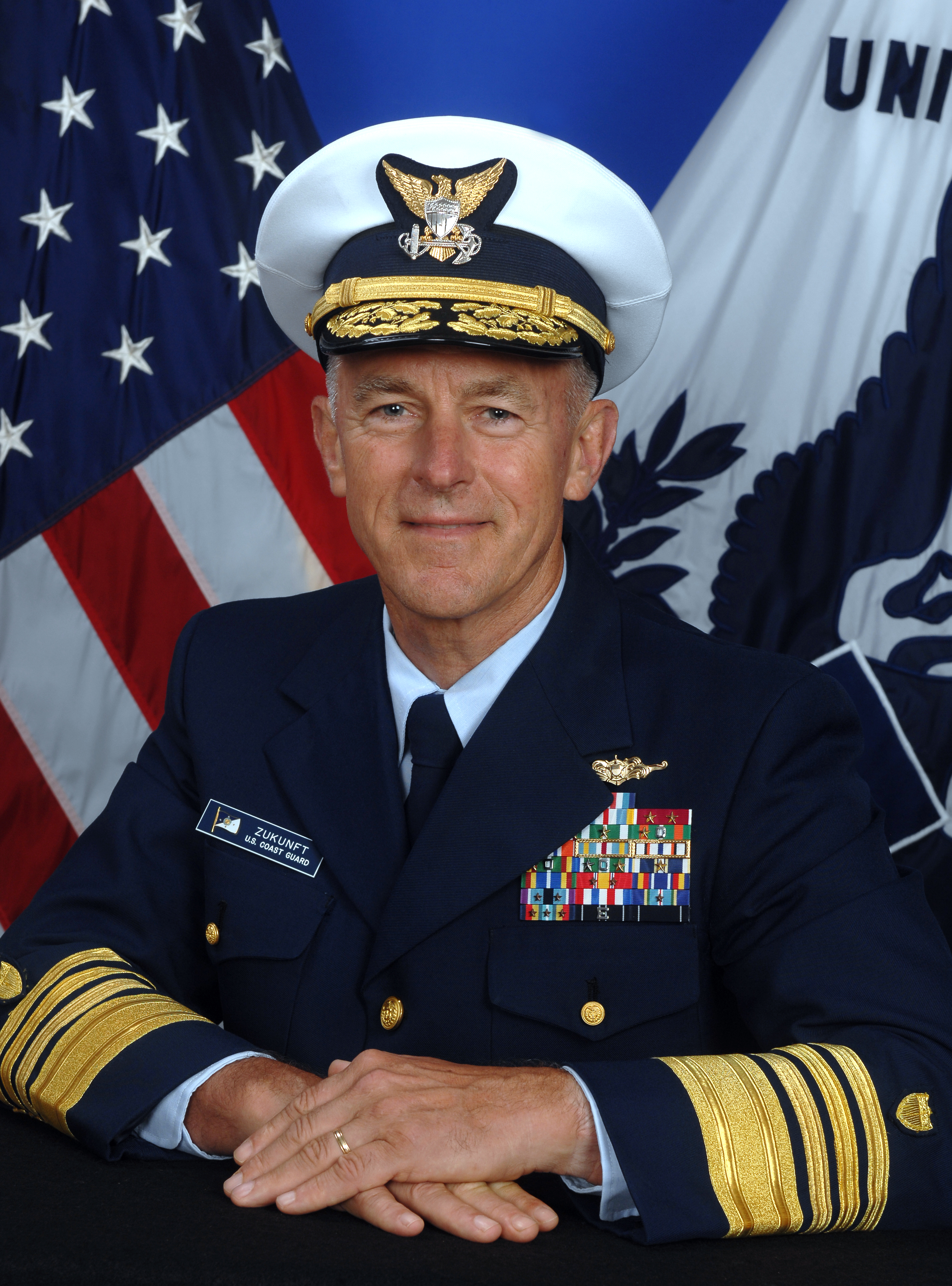
Пол Ф. Цукунфт